# ثيودوروس آدم
ثيودوروس آدم (باليونانية: Θεόδωρος Αδάμ)‏ هو عسكري يوناني، (ولد في Nižepole ‏ في مقدونيا الشمالية العقد 1880  م).